# Aloys Ndimbati
Aloys Ndimbati (nacido a principios de los años 1950) es un criminal de guerra ruandés que permanece 
prófugo, buscado por su presunta participación en el Genocidio de Ruanda en 1994. De acuerdo a su orden de arresto, cuando era alcalde de la comuna de Kibuye, Gisovu,  estuvo presente en el lugar y participó en la matanza de tutsis a través de Kibuye.
Ndimbati ha sido acusado de genocidio, complicidad en genocidio, incitación directa y pública para cometer genocidio, y también cargos por homicidio, exterminio, violación y persecución como crímenes de lesa humanidad. El Tribunal Penal Internacional para Ruanda refirió el caso a las autoridades ruandesas en junio de 2012.
En varias ocasiones de abril a junio de 1994, Aloys Ndimbati y otros han escoltado unidades de la gendarmería nacional, y la policía comunal Gishyita y Gisovu, así como unidades de los Interahamwe (milicianos extremistas hutus) y civiles armados a varios lugares de la región de Besesero donde se les aletó haber dado órdenes de atacar a los tutsis que habían buscado refugio allí. Además, se dice que Ndimbati atacó y mató personalmente a personas que habían buscado refugio en esta región.